# Alcona County
Alcona County ist ein County im US-Bundesstaat Michigan. Der Verwaltungssitz (County Seat) ist Harrisville. Das U.S. Census Bureau hat bei der Volkszählung 2020 eine Einwohnerzahl von 10.167 ermittelt.

## Geographie
Das County liegt im Nordosten der Unteren Halbinsel von Michigan, grenzt im Osten an den Lake Huron, einem der 5 großen Seen, und hat eine Fläche von 4637 Quadratkilometern, wovon 2891 Quadratkilometer Wasserfläche sind. Es grenzt im Uhrzeigersinn an folgende Countys: Iosco County, Oscoda County und Alpena County. Zugehörig ist der Hubbard Lake.

## Geschichte
Alcona County wurde als Original-County aus freiem Territorium gebildet. Von 1840 bis 1843 wurden die Grenzen als Negwegon County festgelegt, eine Verwaltung des Gebiets erfolgte jedoch nicht. Benannt wurde es von Henry Schoolcraft nach einem Wort aus der indianischen Sprache. Eine eigenständige Verwaltung wurde erst 1869 eingerichtet, vorher wurde das Gebiet von Nachbarcountys mitverwaltet.
Ein Bauwerk des Countys ist im National Register of Historic Places eingetragen (Stand 17. November 2017), der Leuchtturm Sturgeon Point Light Station.

## Demografische Daten

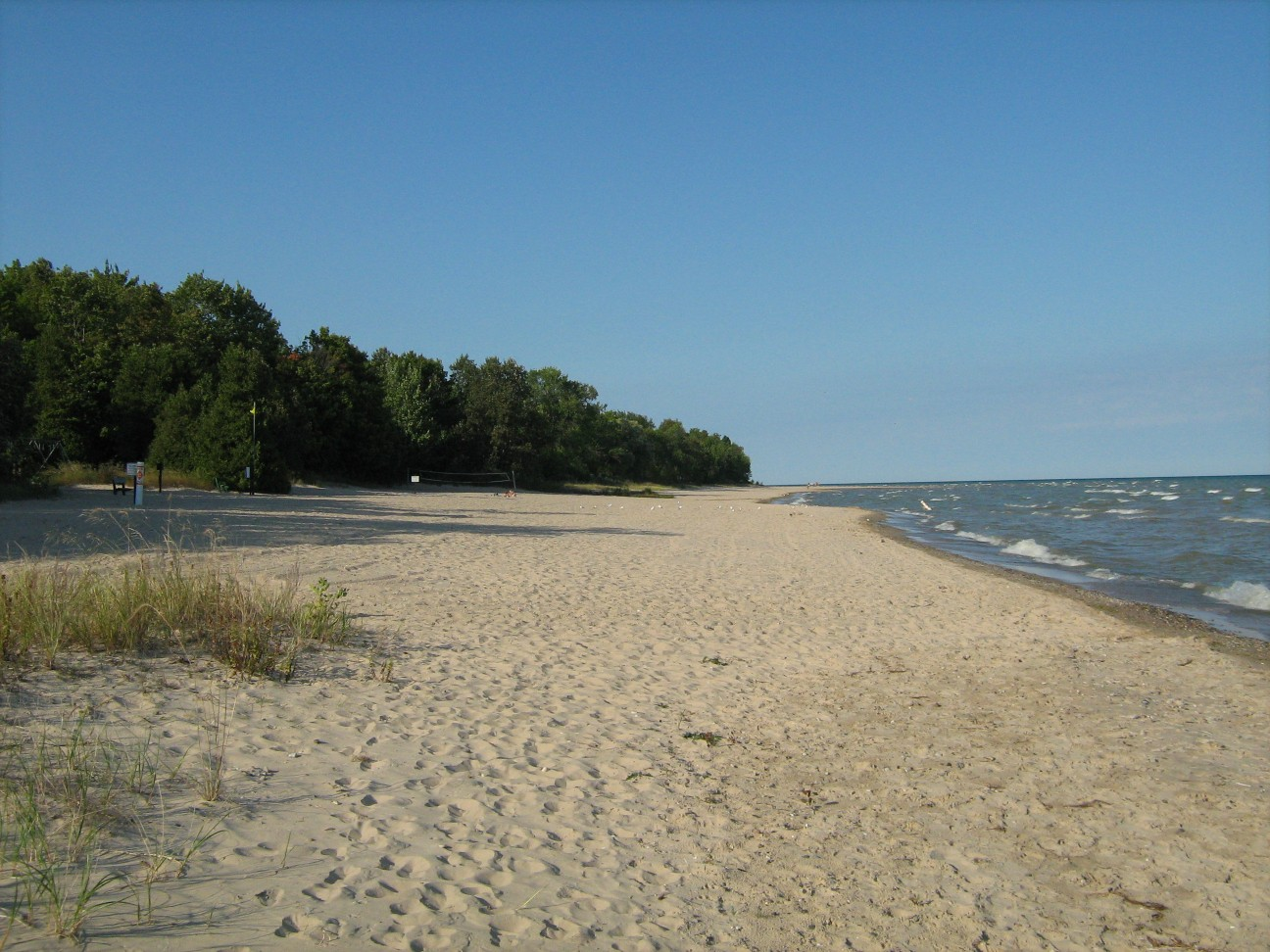
Harrisville State Park Beach

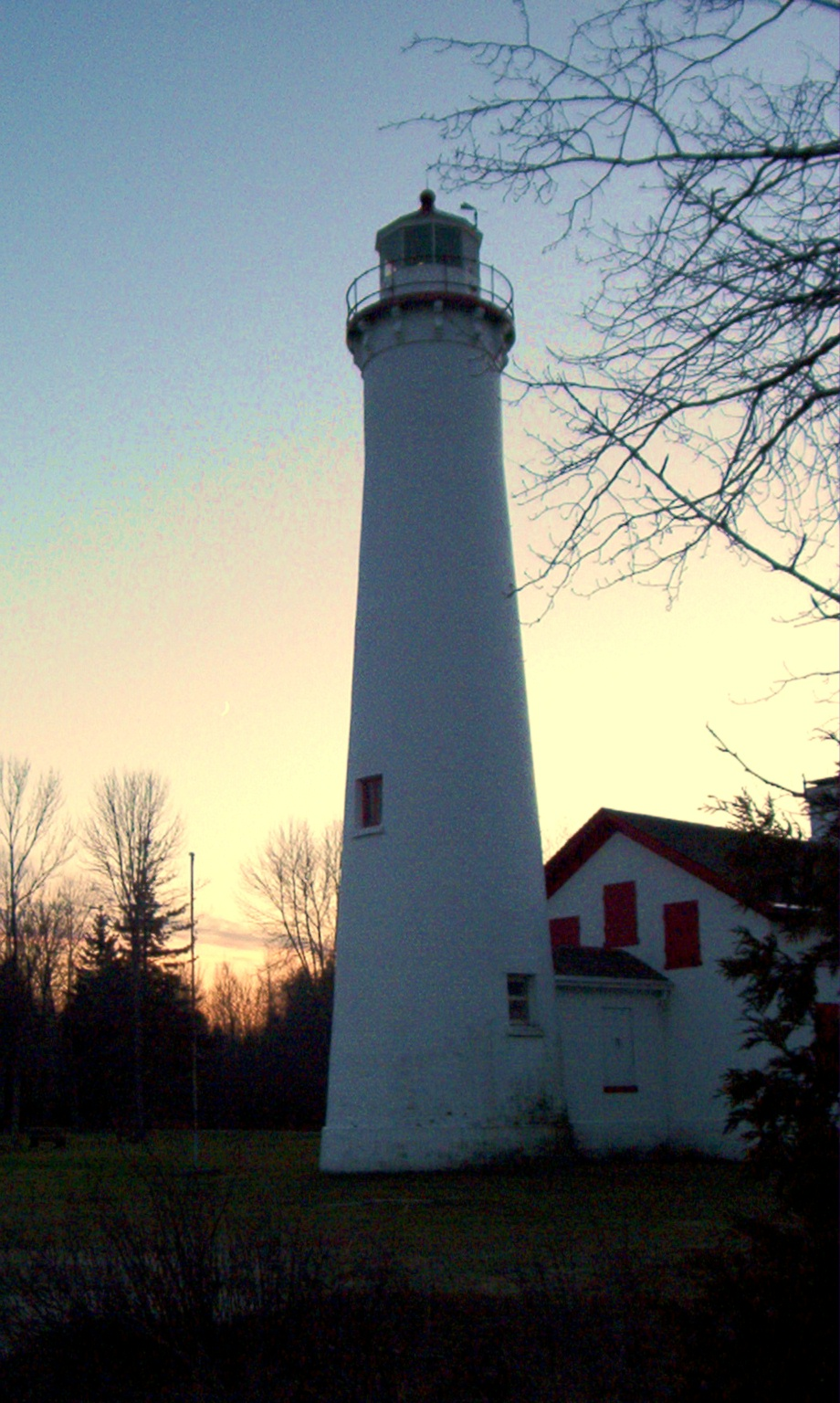
Sturgeon Point Light Station, gelistet im NRHP mit der Nr. 84001370

Nach der Volkszählung im Jahr 2000 lebten im Alcona County 11.719 Menschen. Davon wohnten 199 Personen in Sammelunterkünften, die anderen Einwohner lebten in 5.132 Haushalten und 3.566 Familien. Die Bevölkerungsdichte betrug 7 Einwohner pro Quadratkilometer. Ethnisch betrachtet setzte sich die Bevölkerung zusammen aus 98,04 Prozent Weißen, 0,16 Prozent Afroamerikanern, 0,62 Prozent amerikanischen Ureinwohnern, 0,18 Prozent Asiaten, 0,01 Prozent Bewohnern aus dem pazifischen Inselraum und 0,06 Prozent aus anderen ethnischen Gruppen; 0,93 Prozent stammten von zwei oder mehr Ethnien ab. 0,69 Prozent der Bevölkerung waren spanischer oder lateinamerikanischer Abstammung.
Von den 5.132 Haushalten hatten 20,4 Prozent Kinder unter 18 Jahren, die bei ihnen lebten. 60,1 Prozent waren verheiratete, zusammenlebende Paare, 5,8 Prozent waren allein erziehende Mütter und 30,5 Prozent waren keine Familien. 26,6 Prozent waren Singlehaushalte und in 14,2 Prozent lebten Menschen im Alter von 65 Jahren oder darüber. Die Durchschnittshaushaltsgröße betrug 2,24 und die durchschnittliche Familiengröße lag bei 2,67 Personen.
19,0 Prozent der Bevölkerung waren unter 18 Jahre alt. 4,6 Prozent zwischen 18 und 24 Jahre, 20,9 Prozent zwischen 25 und 44 Jahre, 31,0 Prozent zwischen 45 und 64 Jahre und 24,5 Prozent waren 65 Jahre oder älter. Das Durchschnittsalter betrug 49 Jahre. Auf 100 weibliche Personen kamen 102,2 männliche Personen. Auf 100 Frauen im Alter von 18 Jahren und darüber kamen statistisch 99,2 Männer.
Das jährliche Durchschnittseinkommen eines Haushalts betrug 31.362 USD, das Durchschnittseinkommen einer Familie 35.669 USD. Männer hatten ein Durchschnittseinkommen von 29.712 USD, Frauen 20.566 USD. Das Prokopfeinkommen betrug 17.653 USD. 9,1 Prozent der Familien und 12,6 Prozent der Bevölkerung lebten unterhalb der Armutsgrenze.

## Orte
- Alcona
- Alvin
- Backus Beach
- Barton City
- Black River
- Bryant
- Cheviers
- Curran
- Curtisville
- Glennie
- Greenbush
- Gustin
- Harrisville
- Killmaster
- Kurtz
- Larson Beach
- Lincoln
- Lost Lake Woods
- Mikado
- Spruce
- Wallace

Townships
- Alcona Township
- Caledonia Charter Township
- Curtis Township
- Greenbush Township
- Gustin Township
- Harrisville Township
- Hawes Township
- Haynes Township
- Mikado Township
- Millen Township
- Mitchell Township